# 30 Minute Meals
30 Minute Meals es un programa de cocina, conducido por Rachael Ray. Es uno de los cuatro shows que ha producido en Food Network debutó en noviembre de 2001. El espectáculo se especializa en la cocina de conveniencia para los que tienen poco tiempo para cocinar. El show se graba en vivo, fue galardonado con un Emmy Por mejor programa de estilos de vida en 2006. Está basado en la serie de libros de cocina, debutó en 17 de noviembre de 2001. Después de escribir su libro de cocina en 1999, Rachael Ray comenzó en el programa Today de NBC para hacer sopa con Al Roker. Dos semanas más tarde tuvo dos shows piloto en la televisión. [3]

## Libros
La serie también ha dado lugar a un grupo de libros de cocina.
- 30 Minute Meals: Veggie comidas
- 30 Minute Meals (1)
- 30 Minute Meals 2
- 30 Minute Meals: Cooking Around the Clock
- 30 Minute Meals: tertulias
- 30 Minute Meals: 365, un año de Deliciosamente Diferentes Cenas
- Cooking Rocks !: 30 Minute Meals for Kids!